# 西砂町
西砂町（にしすなちょう）は、東京都立川市の町名。現行行政地名は西砂町一丁目から西砂町七丁目。郵便番号190-0034。

## 地理
立川市最西端に位置する。北は武蔵村山市岸、三ツ木及び伊奈平、東は一番町、南は昭島市つつじが丘及び美堀町、西は福生市熊川及び福生に隣接する。町内の開発はあまり進んでおらず、農地も多く見られる。

### 地価
住宅地の地価は2014年（平成26年）1月1日に公表された公示地価によれば西砂町1丁目78番14の地点で16万3000円/m2となっている。

## 歴史
- 1963年（昭和38年） 北多摩郡砂川町（すながわまち）が立川市へ編入され、立川市砂川町（すながわちょう）となる。
- 1983年（昭和58年） 町名地番整理により、砂川町の一部を分割し、西砂町一丁目 - 七丁目を設置。

## 世帯数と人口
2018年（平成30年）1月1日現在の世帯数と人口は以下の通りである。
| 丁目         | 世帯数    | 人口     |
| ------------ | --------- | -------- |
| 西砂町一丁目 | 854世帯   | 2,134人  |
| 西砂町二丁目 | 854世帯   | 2,059人  |
| 西砂町三丁目 | 438世帯   | 1,121人  |
| 西砂町四丁目 | 250世帯   | 602人    |
| 西砂町五丁目 | 1,091世帯 | 2,576人  |
| 西砂町六丁目 | 664世帯   | 1,610人  |
| 西砂町七丁目 | 20世帯    | 41人     |
| 計           | 4,171世帯 | 10,143人 |

## 小・中学校の学区
市立小・中学校に通う場合、学区は以下の通りとなる。
| 丁目         | 番地 | 小学校             | 中学校                 |
| ------------ | ---- | ------------------ | ---------------------- |
| 西砂町一丁目 | 全域 | 立川市立西砂小学校 | 立川市立立川第七中学校 |
| 西砂町二丁目 | 全域 | 立川市立西砂小学校 | 立川市立立川第七中学校 |
| 西砂町三丁目 | 全域 | 立川市立西砂小学校 | 立川市立立川第七中学校 |
| 西砂町四丁目 | 全域 | 立川市立西砂小学校 | 立川市立立川第七中学校 |
| 西砂町五丁目 | 全域 | 立川市立西砂小学校 | 立川市立立川第七中学校 |
| 西砂町六丁目 | 全域 | 立川市立西砂小学校 | 立川市立立川第七中学校 |
| 西砂町七丁目 | 全域 | 立川市立西砂小学校 | 立川市立立川第七中学校 |

## 交通

### 鉄道
- 西武鉄道拝島線
  - 西武立川駅

### 道路
- 東京都道7号杉並あきる野線（五日市街道）

## 施設
- 立川市立西砂小学校
- 立川市立立川第七中学校
- 在日米軍横田飛行場 - 西砂町七丁目の全域が敷地内にあたる。